# Tjøtta
Tjøtta (av Þjótta, «den tjockaste delen av låret» med hänvisning till öns form) är en ö och en ort i Alstahaugs kommun i Nordland fylke i norra Norge. Ön har en yta på 11,3 kvadratkilometer, med knappt 300 invånare.

## Orten Tjøtta
Orten Tjøtta är en kyrkby och tidigare tätort som ligger där fylkesväg 17 möter fylkesväg 7262, på den södra delen av ön med samma namn. Den har, som en del av fylkesväg 17, färjeförbindelse med byn Forvik på fastlandet i Vevelstads kommun. Här finns Tjøtta kyrka.
Tidigare har orten utgjort centralort i dåvarande Tjøtta kommun.
Sedan 2018 räknas orten inte längre som en tätort.

## Historia
Ön Tjøtta har varit bebodd länge. Det finns en stor mängd fynd från järnåldern från resterna av en större gård på den södra delen av ön, som på vikingatiden blev till Tjøttagodset, ett maktcentrum. Tjøtta nämns flera gånger i Heimskringla. Skalden Eyvindr Skáldaspillir bodde där, samt sonen Hårek av Tjøtta som har en bautasten vid kyrkan. Till deras ätt, den så kallade Thjottaätten, räknas den svenska drottningen Ulvhild Håkansdotter.

## Klimat
Klimatet är milt med långa somrar. Genomsnittlig månadstemperatur varierar mellan -1.8°C och 13°C. Medelnederbörd är 1 020 mm per år.

## Näringsliv
Näringslivet är präglat av fiske och jordbruk. Ön är platt och väl lämpad för jordbruk. Tjøtta har en forskningsstation för växter, Bioforsk Nord Tjøtta, som har tagit över Tjøttagodset. 
Tjøtta har även ett färjeläge på Kystriksveien. Tjøtta Småbåtforening äger och driver småbåthamnen på Tjøtta. Tjøtta Grendesamling med ca 1000 insamlade föremål håller till i «gammelskolen».

## Kyrka och församling
Tjøtta kyrka är en stenkyrka från 1851 som byggdes efter att förra träkyrkan brann ner. Tjøtta socken (norska: Tjøtta sogn) är en församling inom den norska kyrkan som består av den södra delen av Alstahaugs kommun och hade 371 invånare 2020. Socknen omfattar öarna i den tidigare Tjøtta kommun med undantag för ökedjan i väster (Altra, Blomsøya och Hestøya). De största bosättningarna finns på öarna Tjøtta, Offersøya och Mindlandet.

### Krigskyrkogården
På Nordøya ligger Tjøtta internasjonale krigskirkegård(no) där bland annat 1 011 av de 2 571 personer som omkom i Rigel-katastrofen är begravda. Av dessa gravar är 826 försedda med namnplattor. Det finns också ett monument över Rigel-katastrofen.
 

Intill den internationella krigskyrkogården finns Tjøtta sovjetiske krigsgravplass(no) med över 7 500 persongravar för ryska krigsfångar.

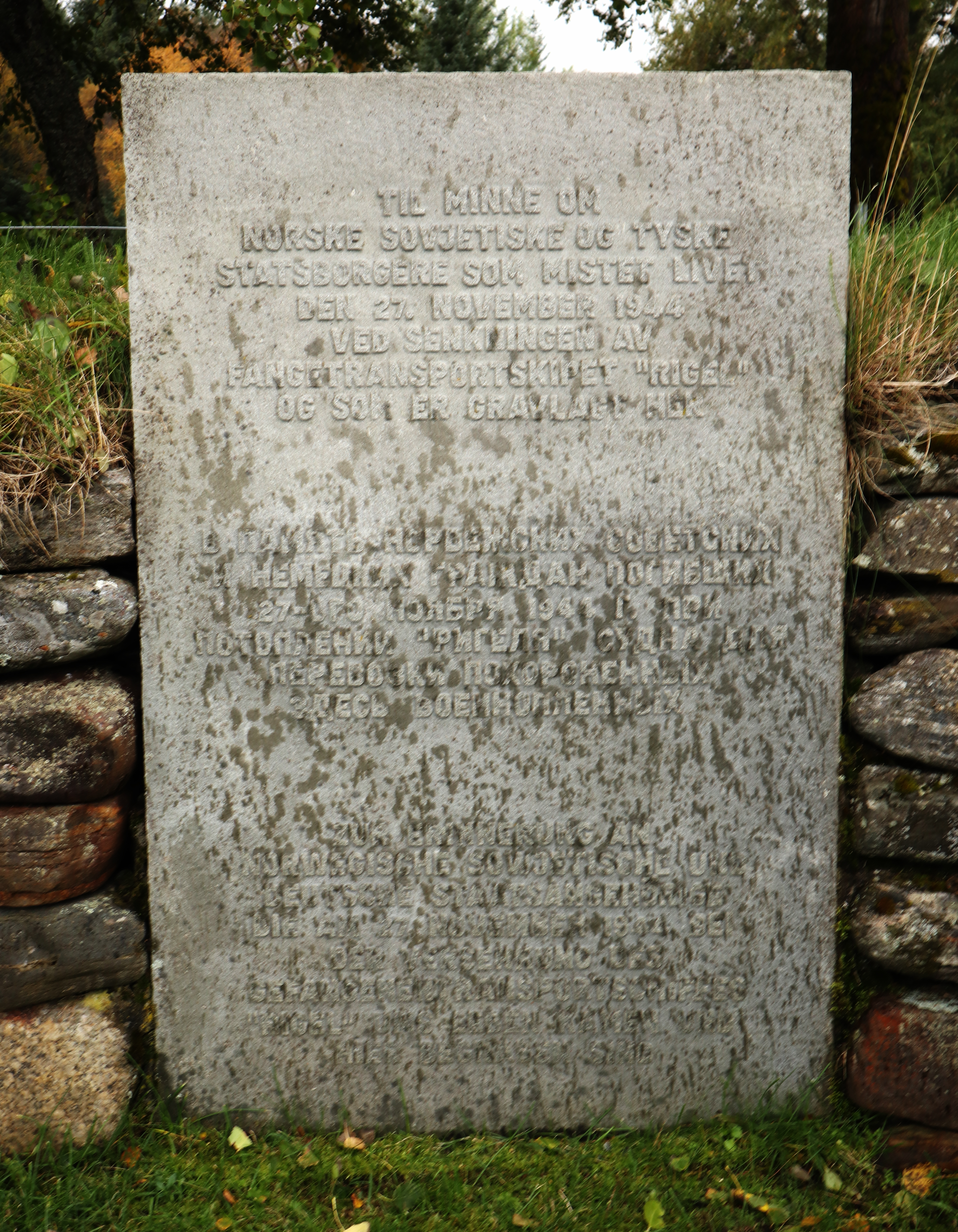
Minnetavle på den internasjonale gravplassen

## Bilder

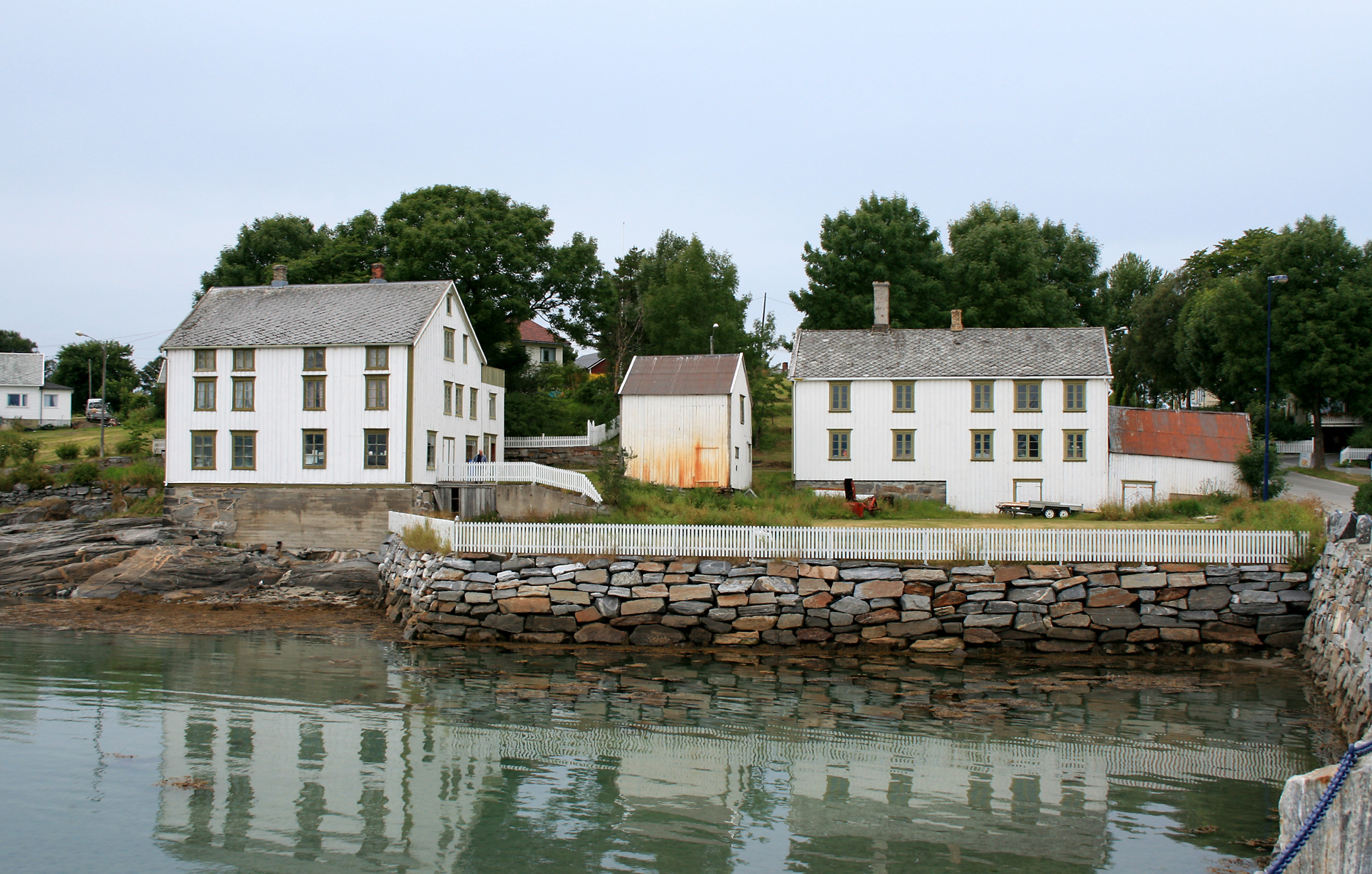
Den gamla handelsplatsen på Tjøtta.
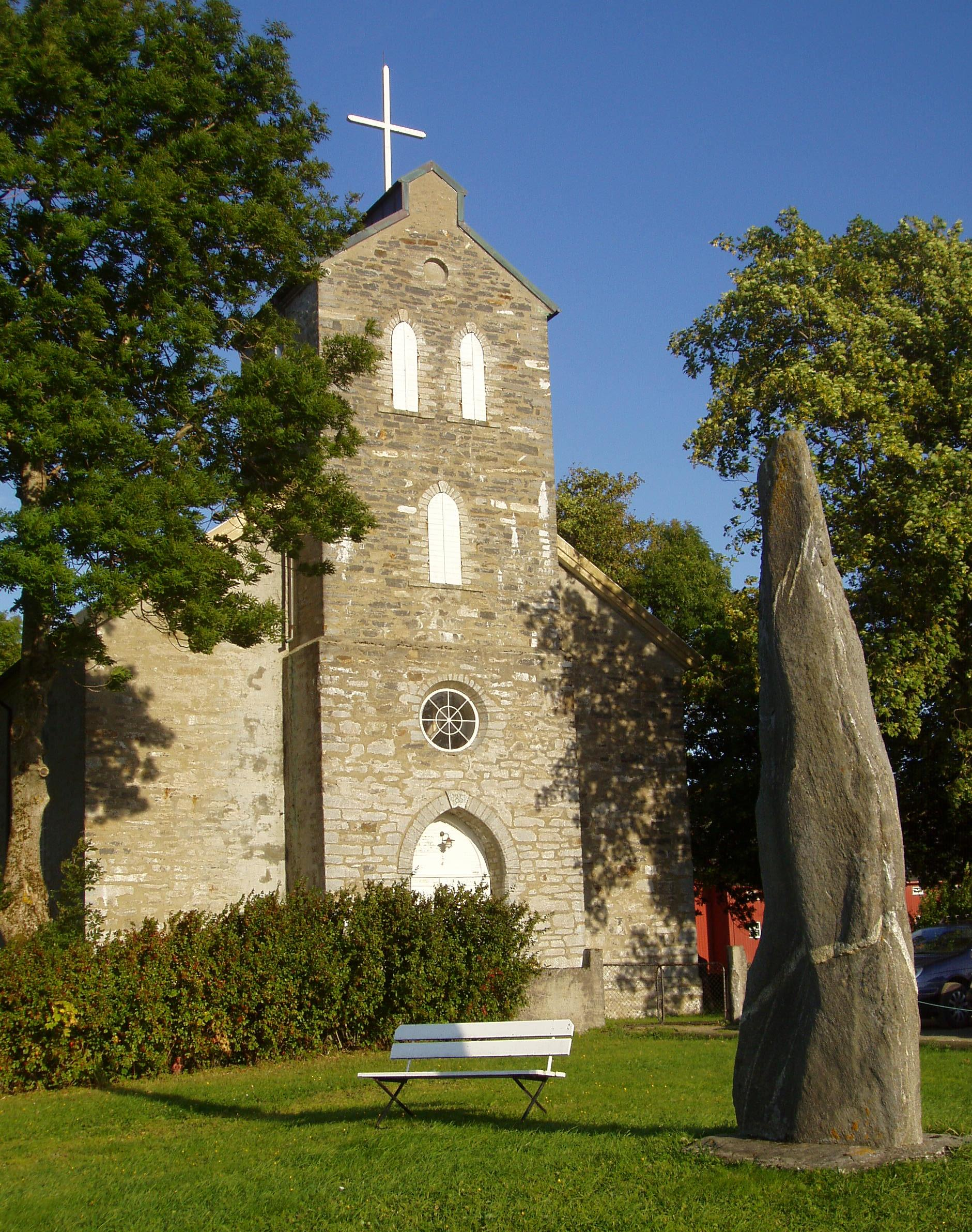
Tjøtta kyrka.
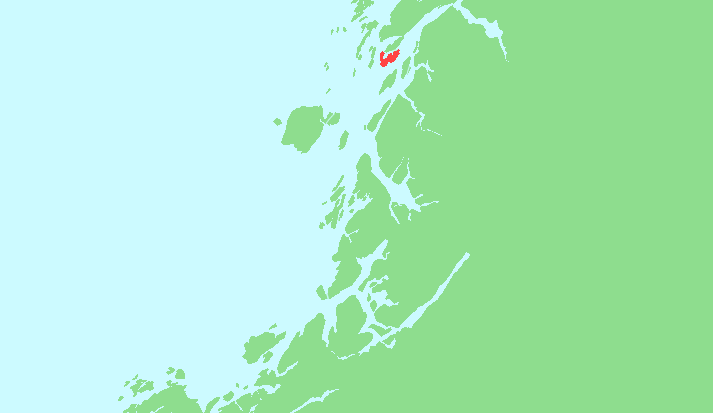
Ön Tjøttas läge.